# Lo specchio (film 1975)
(Dalla poesia di Arsenij Tarkovskij, recitata all'inizio del film)
Lo specchio (in russo Зе́ркало?, Zerkalo) è un film del 1975 diretto da Andrej Tarkovskij.

## Trama
Il film si apre con Ignat, il figlio adolescente di Aleksei, che accende la televisione e assiste alla visita di un uomo balbuziente da parte di un medico, che grazie ad una seduta di ipnosi riesce a far dire al suo paziente, senza scomporsi, "Posso parlare". Dopo i titoli di testa, una scena ambientata in campagna nell'anteguerra vede la madre di Aleksei, Maria, detta anche Masha e Marusya, parlare con un medico che passa per caso. Si vedono l'esterno e l'interno della casa di campagna del nonno di Aleksei. Il giovane Aleksei, sua madre e sua sorella assistono all'incendio del fienile di famiglia. In una sequenza onirica, Maria si lava i capelli.
Nel dopoguerra, si sente Aleksei parlare al telefono con la madre, mentre si vedono le stanze di un appartamento. Tornando al periodo prebellico, si vede Maria correre freneticamente verso il suo posto di lavoro come correttrice di bozze in una tipografia: è preoccupata per un errore che potrebbe aver trascurato, ma viene confortata dalla collega Liza, che poi sembra ridurla in lacrime con una critica tagliente. Nel dopoguerra Aleksei litiga con l'ex moglie Natalia, che ha divorziato e vive con il figlio Ignat. Seguono scene da cinegiornale della guerra civile spagnola e di un'ascensione in mongolfiera nell'URSS.
Nella scena successiva, nell'appartamento di Aleksei, Ignat incontra una strana donna seduta a un tavolo: su richiesta della donna, Ignat legge un brano di una lettera di Pushkin e riceve una telefonata dal padre Aleksei. Ignat risponde a un colpo alla porta, che si rivela essere una donna che dice di aver sbagliato appartamento. Quando Ignat torna dalla donna al tavolo, questa è scomparsa, anche se rimane momentaneamente la condensa della sua tazza da tè. Passando al periodo bellico, si vede l'adolescente Aleksei che si addestra al tiro con un tetro istruttore, intervallato da filmati della seconda guerra mondiale e del conflitto al confine sino-sovietico. Prima della guerra, Maria si reca con Aleksei dalla sua vicina di casa per cercare degli articoli da toilette: la donna presenta a Maria suo figlio e le chiede di macellare un gallo, cosa che lei fa.
Aleksei e sua sorella si riuniscono al padre alla fine della guerra. Il film torna poi al litigio tra Aleksei e sua moglie nella sequenza del dopoguerra. Passando nuovamente al periodo prebellico, le vedute della casa di campagna e della campagna circostante sono seguite da una sequenza onirica che mostra una Maria levitante. Il film passa poi al dopoguerra, mostrando Aleksei apparentemente sul letto di morte con una misteriosa malattia e con in mano un uccellino. La scena finale si svolge nel periodo prebellico e mostra una Maria incinta intervallata da scene che mostrano Maria giovane e vecchia.

## Struttura e contenuti
Il film racconta i pensieri, le emozioni e i ricordi di Aleksei, o Alyosha, e del mondo che lo circonda da bambino, da adolescente e da quarantenne. L'Aleksei adulto si intravede solo a tratti, ma è presente come voce fuori campo in alcune scene che includono dialoghi sostanziali.
La struttura del film è discontinua e non cronologica, senza una trama convenzionale, e combina incidenti, sogni, ricordi e filmati di cinegiornali. Il film passa fra tre diversi archi temporali: l'anteguerra (1935), la guerra (anni '40) e il dopoguerra (anni '60 o '70). Il film si ispira molto all'infanzia di Tarkovskij, e ricordi come l'evacuazione da Mosca verso la campagna durante la guerra, un padre ritirato e sua madre, che lavorava come correttrice di bozze in una tipografia, hanno un ruolo importante.
L'intera opera è tessuta di ricordi e di momenti in tempo reale, che riportano a galla l'infanzia e la vita del regista, la sua adolescenza e la storia mondiale, i versi del padre poeta e la grande musica. L'infanzia del protagonista è privilegiata nelle scene “perché [nell'infanzia] tutto è davanti a me e tutto è ancora possibile”.
Tarkovskij confonde volutamente gli interpreti di questa storia ove lui si rispecchia, usando la stessa attrice, Margarita Terechova, per interpretare volta a volta la madre, e la moglie - oltre ad usare la propria madre (Marija Ivanovna Višnjakova Tarkovskaja), per interpretare la nonna e la madre allo stesso tempo). Perché, in fondo, le vite si ripetono le une nelle altre, e ciò che conta, ciò che resta, è la poesia, la musica della propria esistenza.

## Produzione
Margarita Terechova impersona la madre e la moglie Natal'ja, suscitando sentimenti contrastanti nello spettatore e inducendolo a identificare le due figure. Anche la vera madre di Tarkovskij (Marija Višnjakova Tarkovskaja) compare nelle scene finali del film.

## Colonna sonora
I brani non originali presenti nel film sono:
- La regina indiana di Daniel Purcell
- Passione secondo Matteo di Johann Sebastian Bach
- Passione secondo Giovanni di Johann Sebastian Bach
- Das alte Jahr vergangen ist di Johann Sebastian Bach
- Stabat Mater di Giovanni Battista Pergolesi